# Reprezentacja Bułgarii na żużlu
Reprezentacja Bułgarii na żużlu – grupa żużlowców reprezentujących Republikę Bułgarii w sportowych imprezach międzynarodowych. Za jej funkcjonowanie odpowiedzialna jest Byłgarska Federacija po Motocikletizym (BMF).

## Kadra
Jedynym czynnym żużlowcem w Bułgarii jest Milen Manew. W sezonie 2023 ten zawodnik został nominowany do reprezentowania kraju w zawodach FIM Europe.